# Universiteit van Rostock
De Universiteit van Rostock is een Duitse universiteit in Rostock. Ze werd in 1419 gesticht, en is daarmee de oudste universiteit van Noord-Europa.

## Bekende oud-studenten
- Carel Baten (1540-1617), arts uit de Nederlanden
- Axel Oxenstierna (1583-1654), later Zweedse kanselier
- hertog Ulrich van Pommeren (1589-1622)
- Johan Franck (1590-1661), Zweeds professor
- Johan Carl Wilcke (1732-1796), Zweeds natuurkundige
- Victor Aimé Huber (1800-1869), hoogleraar moderne literatuur in Rostock, Marburg en Humboldtuniversiteit in Berlijn
- Rudolf Steiner (1861-1925), doctoreerde in de filosofie
- Friedrich Chrysander (1826-1901), musicoloog
- Max Suhrbier (1902-1971), jurist
- Ernst Mecklenburg (1927), Oost-Duits politicus
- president Joachim Gauck (1940), evangelisch theoloog en doctor honoris causa
- Evgeni Kirilov (1945), Bulgaars ingenieur

## Bekende oud-professoren
- Levinus Battus (1545-1591), wiskundige en arts, geboren in Gent
- Henricus Brucaeus (1530-1593), wiskundige en arts, geboren in Aalst
- Johann Affelmann (1588-1624), oud-student en hoogleraar theologie
- Franz Albert Aepinus 1673-1750), rector magnificus
- Victor Aimé Huber (1800-1869), oud-student en hoogleraar esthetiek, kunstgeschiedenis, retorica, moderne geschiedenis en literatuur
- Karl von Frisch (1886-1982), doceerde zoölogie
- Franz Eilhard Schulze (1815-1921), oud-student en docent zoölogie en anatomie
- Walter Hallstein (1901-1982), rechtsgeleerde en politicus
- Otto Stern (1888-1969), natuurkundige